# Svarta sjö (Skånes-Fagerhults socken, Skåne)
Svarta sjö är en sjö i Örkelljunga kommun i Skåne och ingår i Stensåns huvudavrinningsområde. Sjön är 5 meter djup, har en yta på 0,251 kvadratkilometer och befinner sig 114,1 meter över havet. Sjön avvattnas av vattendraget Stensån. Vid provfiske har abborre, braxen, gädda och mört fångats i sjön.

## Delavrinningsområde
Svarta sjö ingår i det delavrinningsområde (625203-135263) som SMHI kallar för Utloppet av Svarta Sjö. Medelhöjden är 125 meter över havet och ytan är 2,93 kvadratkilometer. Det finns inga avrinningsområden uppströms utan avrinningsområdet är högsta punkten. Avrinningsområdets utflöde Stensån mynnar i havet. Avrinningsområdet består mestadels av skog (60 %), jordbruk (11 %) och sankmarker (16 %). Avrinningsområdet har 0,25 kvadratkilometer vattenytor vilket ger det en sjöprocent på 8,6 %.